# Ambroise Thomas
Charles Louis Ambroise Thomas (Metz, 5 de agosto de 1811 - París, 12 de febrero de 1896) fue un compositor de ópera francés. Es muy conocido por su versión de Hamlet en 1868 y por su ópera Mignon en 1866.

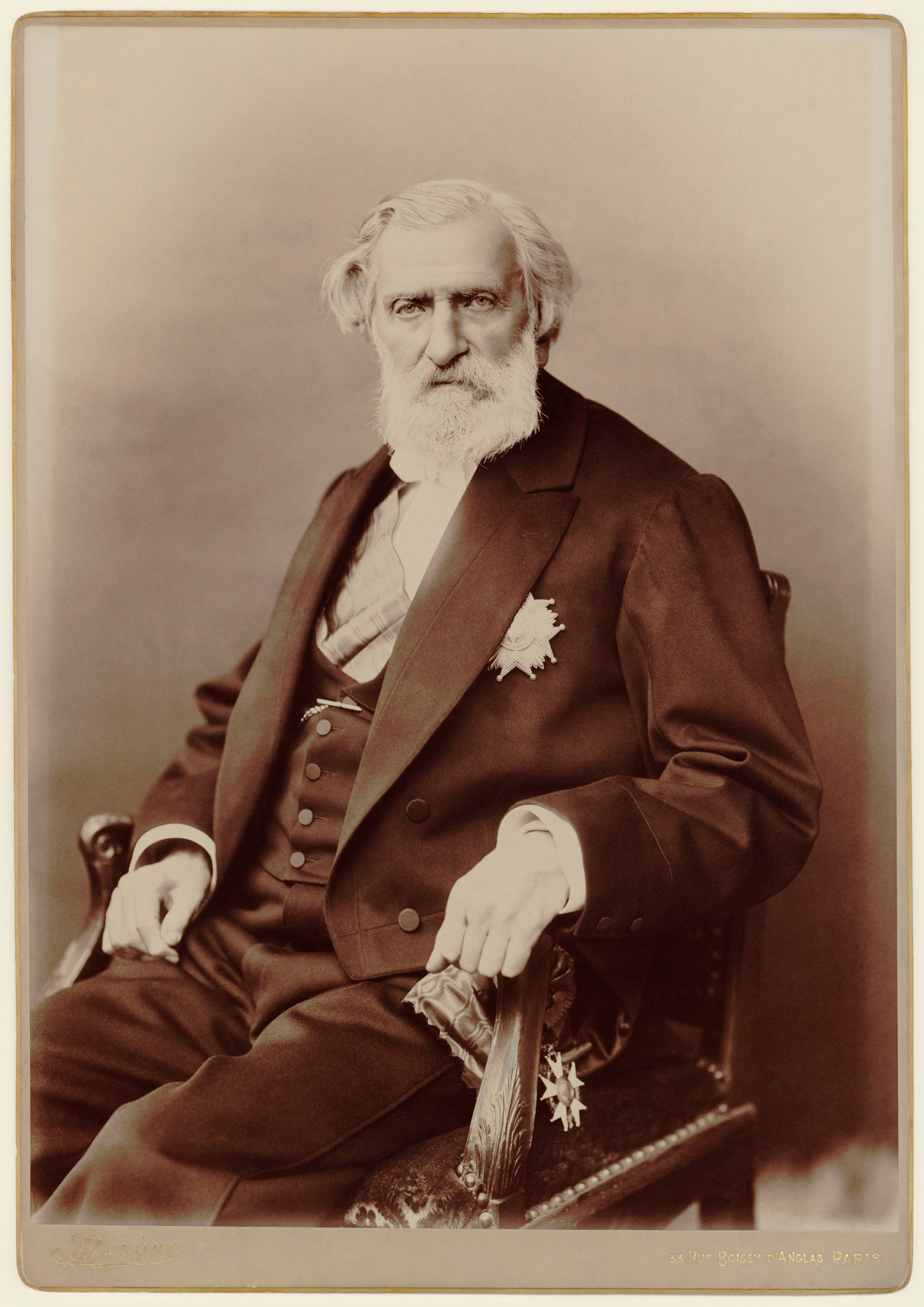
Ambroise Thomas.

## Obras líricas
- La Double échelle (libreto de Eugène de Planard), Opéra-Comique, 23 de agosto de 1837.
- Le Perruquier de la Régence, 30 de marzo de 1838.
- Gipsy, segundo acto ballet en la Ópera de París, 1839.
- Le panier fleuri, 6 de mayo de 1839.
- Carline, 24 de febrero de 1840.
- Le comte de Carmagnola, ópera en dos actos (libreto de Eugène Scribe), Ópera de París, 19 de abril de 1842.
- Le guerillero, ópera en 2 actos (libreto de T. Anne), 22 de junio de 1842.
- Angélique et Médor, 10 de mayo de 1843.
- Mina, ou Le ménage à trois, 10 de octubre de 1843.
- Le Caïd (libreto de T.M.F. Savage), 3 de enero de 1849.
- Le Songe d'une nuit d'été, 20 de abril de 1850.
- Raymond, ou Le secret de la reine, 5 de junio de 1851.
- La Tonelli, 30 de marzo de 1853.
- La cour de Célimène, 11 de abril de 1855.
- Psyché, 26 de enero de 1857.
- Le carnaval de Venise, 9 de diciembre de 1857.
- Le roman d'Elvire, 4 de febrero de 1860.
- Mignon, tragedia lírica en 3 actos y 5 tableaux (libreto de Michel Carré y Jules Barbier), estrenada en la Opéra-Comique el 17 de noviembre de 1866.
- Hamlet, ópera en 5 actos (libreto de Michel Carré y Jules Barbier), estrenada en la Ópera de París el 9 de marzo de 1868.
- Gille et Gillotin, ópera en un acto, 22 de abril de 1874 (Revisión de Gillotin et son père, 1859, no representada.)
- Françoise de Rimini ópera en cinco actos (libreto de Michel Carré y Jules Barbier), Ópera de París, 14 de abril de 1882.
- La Tempête, ballet, 1889.